# Bolțun, Nisporeni
Bolțun este un sat din raionul Nisporeni. Este situat în apropiere de satele Secăreni, Cristești, Iurceni. Are legatură cu traseul M1, care duce spre vama Leușeni.

## Administrație și politică
Componența Consiliului local Bolțun (9 consilieri), ales la 5 noiembrie 2023, este următoarea:
|  | Partid                            | Consilieri | Componență | Componență | Componență | Componență |
|  | --------------------------------- | ---------- | ---------- | ---------- | ---------- | ---------- |
|  | Partidul Social Democrat European | 4          |            |            |            |            |
|  | Partidul Acțiune și Solidaritate  | 3          |            |            |            |            |
|  | Mișcarea „Respect Moldova”        | 2          |            |            |            |            |